# Kikkiakki
Kikkiakki (Russisch: Киккиакки) of Kikki-Akki (Russisch: Кикки-Акки) is een dorpje (selo) in het zuidoosten van het Russische autonome district Jamalië. De plaats ligt aan de rivier de Taz, hemelsbreed gezien, ongeveer 800 kilometer ten zuidoosten van Salechard en 220 kilometer ten zuiden van Krasnoselkoep in het gemeentelijk district Krasnoselkoepski. De bevolking bestond in 2004 uit 37 mensen, allen Selkoepen.
Het dorp heeft altijd een handelspost aan de rivier gehad, maar deze raakte op een gegeven moment buiten gebruik. In 2006 werd in het kader van een staatslandbouwproject een plan ingezet voor het heropenen van de handelspost. Hiervoor wordt een ontvangstpunt aangelegd waar vis, bessen en paddenstoelen kunnen worden verkocht. Tevens werd apparatuur geplaatst waarmee deze gekoeld kunnen worden bewaard. Hierbij worden een aantal gebouwen geplaatst. Bij het dorp bevinden zich vier kleine boerderijen.
Kikkiakki vormt samen met de dorpen Ratta en Tolka de belangrijkste plaatsen waar het Noordelijk Selkoeps wordt gesproken binnen het autonome district.